# Inbreng (vennootschapsrecht)
De inbreng is in het vennootschapsrecht de handeling waarbij een persoon iets ter beschikking stelt van een op te richten of een bestaande vennootschap, met het oogmerk vennoot ervan te worden of zijn aandeel in de vennootschap te vergroten, en derhalve deel te nemen in de winst.
In het Belgische vennootschapsrecht zijn de basisprincipes van de inbreng geregeld in de artikelen 1:8 tot 1:10 van het Wetboek van vennootschappen en verenigingen (WVV).

## België

### Indeling
Het WVV onderscheidt twee soorten inbrengen:
- enerzijds is er de inbreng in geld, hetgeen de inbreng is van een geldsom;[2]
- anderzijds is er de inbreng in natura, hetgeen de inbreng is van enig ander lichamelijk of onlichamelijk goed.[3] Een bijzondere vorm van inbreng in natura is de inbreng in nijverheid, hetgeen een verbintenis is om arbeid of diensten te presteren.[4]

### Vorm
De inbreng kan twee vormen aannemen:
- ofwel is de inbreng een inbreng in eigendom;
- ofwel is de inbreng een inbreng in genot.

Er is sprake van een inbreng in eigendom als de eigendom van de goederen wordt overgedragen aan de vennootschap met of zonder rechtspersoonlijkheid. Daarentegen is er sprake van een inbreng in genot wanneer de inbreng enkel ter beschikking wordt gesteld van de vennootschap zodat zij ervan gebruik kan maken en de opbrengst ervan kan genieten.

### Gevolgen
Iedere vennoot is aan de vennootschap verschuldigd wat hij heeft beloofd te zullen inbrengen. Daarnaast legt de wet nog bijkomende gevolgen op die verschillen naargelang de soort inbreng die de vennoot doet. Van die gevolgen kan men echter conventioneel afwijken.
Wat ten eerste de inbreng in geld betreft, is de schuldenaar van zulke inbreng eveneens de interest op de beloofde geldsom verschuldigd en dit van rechtswege, zonder een ingebrekestelling en te rekenen van de dag waarop de inbreng opeisbaar was.
Wat ten tweede de inbreng in natura betreft, is de schuldenaar van zulke inbreng op dezelfde wijze verbonden als een verkoper ten aanzien van zijn koper.
Wat ten derde de inbreng in nijverheid betreft, is de schuldenaar van zulke inbreng ten eerste rekenschap verschuldigd van alle winsten die rechtstreeks of onrechtstreeks verband houden met de activiteit die hij of zij heeft ingebracht. Ten tweede mag hij of zij voor de volledige duur van zijn of haar inbreng de vennootschap niet rechtstreeks of onrechtstreeks beconcurreren. Ten derde mag hij of zij geen activiteiten ontwikkelen die de vennootschap nadeel zou kunnen toebrengen of de waarde van de inbreng zou kunnen verminderen.

### Risico
Wat de risicoregeling betreft, maakt het WVV een onderscheid naargelang de vorm van de inbreng.
Gaat het om een inbreng in eigendom, dan draagt de vennootschap het risico van de zekere zaak die het voorwerp is van de inbreng zodra er daarover overeenstemming is. Als de inbreng bestaat uit vervangbare zaken, dan draagt de vennootschap het risico vanaf de terbeschikkingstelling van die goederen.
Gaat het daarentegen om een inbreng in genot die bovendien niet door het gebruik teniet gaan en niet zijn bestemd om te worden verkocht, dan rust het risico op de vennoot die de inbreng heeft gedaan en die de schuldeiser tot teruggave is van de inbreng. Als de inbreng bestaat uit vervangbare zaken enerzijds of uit zekere zaken die door het gebruik teniet gaan of zijn bestemd om te worden verkocht anderzijds, dan draagt de vennootschap het risico.
Van deze risicoregelingen kan men conventioneel afwijken.